# Malalai von Maiwand
Malalai Noorzai von Maiwand (paschtunisch د ميوند نورزئی ملالۍ), auch bekannt als Malala Noorzai (paschtunisch ملاله), oder Malalai Noorzai Anaa (paschtunisch ملالۍ نورزئی انا) mit der Bedeutung „Malalai die Mutter der Nation“ oder „Malalai Noorzai die Großmutter“, (geboren um 1861 in Khig, Kandahar; gestorben 27. Juli 1880 bei Maiwand) ist eine nationale Volksheldin von Afghanistan.
Sie führte paschtunische und hazara Truppen gegen die British Raj (Truppen der britischen Besatzung Indiens) in der Schlacht von Maiwand. Sie kämpfte neben Ayub Khan und war mitverantwortlich für den Sieg der Afghanen in der Schlacht von Maiwand am 27. Juli 1880 im Zweiten Anglo-Afghanischen Krieg. Sie ist in der westlichen Welt auch bekannt als die „Afghanische Johanna von Orléans“ oder die „Afghanische Molly Pitcher“. Es gibt in Afghanistan viele Bildungseinrichtungen, Krankenhäuser und andere Institutionen, die nach ihr benannt sind. Ihre Geschichte wird in afghanischen Schulbüchern erzählt. Die pakistanische Frauenrechtsaktivistin Malala Yousafzai und die afghanische Aktivistin und Politikerin Malalai Joya sind nach Malalai von Maiwand benannt.

## Kindheit
Malalai wurde 1861 in einem kleinen Dorf namens Khig geboren, welches etwa fünf Kilometer südwestlich von Maiwand liegt, in der südlichen Kandahar Provinz in Afghanistan. In den späten 1880ern wurde Afghanistan zum zweiten Mal von den British Raj Streitkräften besetzt. Diese versuchten das Gebiet zu kolonialisieren und es durch Britisch-Indien zu annektieren. Die Hauptgarnison der Briten befand sich in Kandahar, welches die nächstgelegene Großstadt zu Maiwand war. Das afghanische Militär wurde durch den Kommandeur Ayub Khan repräsentiert, der Sohn des afghanischen Monarchen Afghan Emir. Malalais Vater war Hirte und ihr Verlobter schloss sich in dem großen Streitzug gegen die Britisch-Indischen Truppen im Juli 1880 Ayub Khans Armee an. Wie viele andere afghanische Frauen half Malalai dort mit die Verletzten zu versorgen, Wasser und Ersatzteile für Waffen heranzuholen. Nach afghanischen Quellen war der Tag der Schlacht als der Tag ihrer Heirat angedacht.

## Früher Tod und Vermächtnis

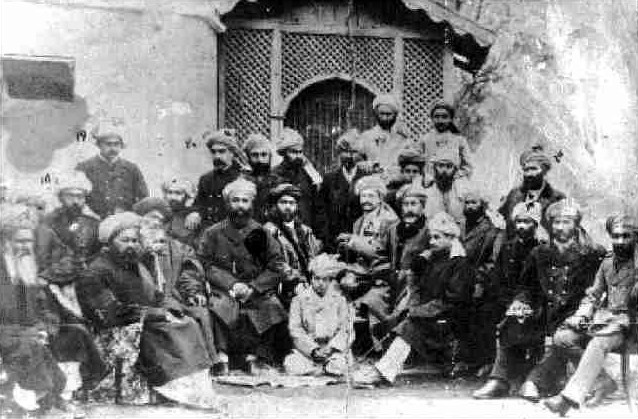
Afghanische Kommandeure am 2. September 1880, einen Monat nach dem Sieg in der Schlacht von Maiwand.

Als das zahlenmäßig stärkere afghanische Militär angesichts der überlegenen Bewaffnung des Feindes den Kampfgeist verlor, schwang Malalai die afghanische Flagge und rief: 

„Geliebte Jugend[liche]! Wenn ihr nicht in der Schlacht von Maiwand fallt,
Bei Allah, wird man sich eurer als Symbol der Schande erinnern!“

Das inspirierte die afghanischen Truppen, ihre Anstrengungen zu intensivieren. Als ein leitender Truppenführer getötet wurde, löste Malalai ihn ab und führte die Truppen mit erhobener Flagge. Einige Versionen der Geschichte sagen, dass sie ihren Schleier als Flagge nutzte. Demnach sang sie folgendes „Landai“ (afghanische Gedichtsform):

„Mit einem Tropfen des Blutes meines Geliebten,
Vergossen in der Verteidigung des Vaterlands,
Werde ich mir einen Bindi auf die Stirn malen,
So schön, dass er die Rosen in den Schatten stellt!“

Doch dann wurde Malalai selbst niedergeschlagen und getötet. Trotzdem hatten ihre Worte ihre Landsleute zum Sieg angespornt. Nach der Schlacht wurde Malalai für ihre Anstrengungen geehrt und in ihrem Heimatdorf Khig beerdigt, wo ihr Grab bis heute erhalten ist. Sie war zum Zeitpunkt ihres Todes zwischen 17 und 19 Jahren alt.
Der paschtunische Dichter Ajmal Khattak schrieb die folgenden Zeilen über Malalai:

„Meine Malalai lebt, und sie preisen die Schönheit anderer.
Obwohl sie Augen haben, sind sie blind.“

## Begräbnis
"Als Maiwand unter der Aufopferung vieler Soldaten erobert war und die afghanischen Eroberer ihre Märtyrer begraben wollten, fragte Ghazi Sardar Muhammad Ayub Khan: Wer ist dieses Mädchen, welches die afghanische Armee in solch einer angespannten Situation mutig und emotional stark gehalten hat? Einige antworteten: Sie ist „Malala“, die Tochter eines Hirten aus Maiwand. Ein anderer antwortete: Sie ist sehr mutig, sie sollte zusammen mit den Märtyrern begraben werden. Ayub Khan antwortete: Gut gesagt. Alle Imame und nationalen Soldaten des heiligen Krieges beteten, baten um ihre Vergebung vom allmächtigen Allah. Und dann übergaben sie sie der Erde."
Ihr Grab befindet sich östlich vom Dorf Karez und wird von Einheimischen als Schrein angesehen.

## Gedicht
Das Gedicht von Malalai von Maiwand, welches die afghanischen Soldaten mit mehr Einsatz kämpfen ließ:

„Ka Pah Maiwand Kay Shaheed Na Sh'way
kh'day'go La'Lia Bay-Nangay ta daye sA-teena“

„paschtunisch: که په میوند کی شهید نشوی
خدایږو لالیه بی ننګی ته دی ساتینه“

„Khal ba da yar la weno kegdam, che shenke bagh ke gul gulab wosharmawena.“

„paschtunisch: خال به ديار له وينو كښيږدم _ چي شينكي باغ كي گل گلاب وشرموينه“

„Mit einem Tropfen des Blutes meines Geliebten,
Vergossen in der Verteidigung des Vaterlands,
Werde ich mir einen Bindi auf die Stirn malen,
So schön, dass er die Rosen in den Schatten stellt!“

## Rezeption in der Kunst
2017 wurde am Deutschen Nationaltheater Weimar das transnationale Theaterprojekt „MALALAI - die afghanische Jungfrau von Orléans“ von Robert Schuster und Julie Paucker unter Einbeziehung von Texten von Friedrich Schillers Drama Die Jungfrau von Orleans realisiert. Dabei wurde die Parallele zu Jeanne d’Arc beleuchtet. In dem Projekt wirkten auch Schauspieler aus Afghanistan mit.